# Stage Junior 2006
Stage Junior 2006 hölls i Globen Annexet i Stockholm den 2 september 2006 och var den första upplagan av Stage Junior.
Detta var första året som TV4 skickade Sveriges bidrag till Junior Eurovision Song Contest, då Sveriges Television dragit sig ur. Kvällens värdpar var Agneta Sjödin och Adam Alsing. Reglerna var att artisten skulle vara mellan 8 och 15 år och skulle ha skrivit både text och musik själv. Det var åtta låtar som deltog, och endast folket fick rösta och ingen jury användes. Alla artister togs ut i en form av audition som kallades Stage Junior.
Vinnaren blev Molly Sandén med powerballaden Det finaste någon kan få, som fick 35% av rösterna. Hon fick därmed representera Sverige i Bukarest i Rumänien den 2 december 2006 och det blev en tredje plats av femton deltagare.

## Resultat
1. Molly Sandén - Det finaste någon kan få (35 % av rösterna)
2. Bianca Wahlgren-Ingrosso & Malin Eriksson - Kan det bli vi två (16 % av rösterna)
3. Karin Aldheimer & Viktor Abrahamsson - Svartvitt (12 % av rösterna)

På delad fjärdeplats
- Nadja Juslin - Tusen rosor
- Sally Johansson-Frisell - Nu vet jag bättre
- Sanna Johansson - Jorden runt
- Sebastian Krantz - Ta tag i situationen
- George Shaid - Jag tror jag är kär